# International Superstar
International Superstar je dvostruki kompilacijski album Johnnyja Casha, objavljen 1972. u izdanju Columbia Recordsa. To je kombinacija prethodno objavljenog materijala, uključujući hit singlove kao što su "A Thing Called Love" i "The One on the Right is One on the Left", te novih pjesama. Od novih se izdvaja "Rosanna's Going Wild", koja je zauzela drugo mjesto na country ljestvicama.

## Popis pjesama
1. "A Thing Called Love" (Jerry Reed) – 2:35
2. "No Need to Worry" (Cash) – 2:49
3. "Happiness is You" (Cash/June Carter Cash) – 3:00
4. "Song to Mama" (Helen Carter/June Carter Cash/Glenn Phillip Jones) – 2:38
5. "Cotton Pickin' Hands" (Cash/Cash) – 2:21
6. "San Quentin" (Cash) – 2:32
7. "Jackson" (Gaby Rodgers/Billy Edd Wheeler) – 2:47
8. "Rosanna's Going Wild" (Anita Carter/Helen Carter/June Carter Cash) – 1:59
9. "Austin Prison" (Cash) – 2:08
10. "Pick a Bale of Cotton" (Leadbelly/Alan Lomax) – 1:58
11. "White Girl" (Peter La Farge) – 3:03
12. "The Shifting Whispering Sands, Pt. 1" (Jack Gilbert/Mary Hadler) – 2:53
13. "Kate" (Marty Robbins) – 2:17
14. "The One on the Right is on the Left" (Jack Clement) – 2:51
15. "You and Tennessee" (Cash) – 3:07
16. "Hammers and Nails" (Lucille Groah) – 2:40
17. "Tall Man" (Ken Darby) – 1:53
18. "I'll Be Loving You" (Cash) – 2:09
19. "From Sea to Shining Sea" (Cash) – 1:39
20. "Folk Singer" (Charlie Daniels) – 3:05
21. "Mr. Garfield" (Ramblin' Jack Elliott) – 3:45
22. "If Not for Love" (Larry Michael Lee/Glenn Tubb) – 3:05
23. "Mississippi Sand" (Cash) – 3:08
24. "I Got a Boy (and His Name is John)" (Cash) – 2:49

## Ljestvice
Singlovi - Billboard (Sjeverna Amerika)
| Godina | Singl                  | Ljestvica        | Pozicija |
| ------ | ---------------------- | ---------------- | -------- |
| 1972.  | "Rosanna's Going Wild" | Country singlovi | 2        |
| 1972.  | "Rosanna's Going Wild" | Pop singlovi     | 91       |